# 湊みそら
湊 みそら（みなと みそら、2001年2月15日 - ）は、日本のグラビアアイドル、タレント。リップ（R･I･P inc.）所属。

## 経歴・人物
2021年2月26日にイメージビデオ『ピュア・スマイル 湊みそら』でグラビアデビューした。
グラビアアイドルを始めたきっかけは父親の一言だったという。
釣りとワンピースカード、水族館とアニメが好き
キャッチコピー「脱いだらすごい！童顔巨乳娘！」
2021年6月19日に女性アイドルグループ「sherbet」の妹分として結成された「sherbetNEO」の候補生としてお披露目されるが、正規メンバー昇格には至らなかった。

## 作品

### イメージビデオ
- ピュア・スマイル（2021年2月26日、竹書房）[2]
- 覚醒ロリボイン（2023年2月28日、エアーコントロール）[6]
- アングラ乙女（2023年8月22日、エアーコントロール）[7]
- みなぱい（2023年11月29日、スパイスビジュアル）[8]

### 書籍・電子書籍
- 解禁グラビア写真集（サークルチェンジ）
  - みんな帰っちゃったね･･･（2021年10月1日）[9]
  - ナースのお手当（2021年11月1日）[10]
  - 同期の彼女（2021年12月1日）[11]
  - 初めての先生（2022年1月1日）[12]
  - 湊みそら全巻セット（2022年2月1日）[13]

- ラブポップグラビア（PAD）
  - 湊みそら Vol.01（ラビリンス）（2023年3月1日）[14]
  - 湊みそら Vol.02（ラビリンス）（2023年3月1日）[15]

- 週刊GIRLS-PEDIA017 湊みそら（2023年6月1日 KADOKAWA）[16]

## 出演

### Youtubeチャンネル
- トリマクリ! Keirin NAVI （2024年4月15日 - ） トリマクリガール（湊みそら、比留川マイ、水沢まい）[17]

### オフ会
- 湊みそら生誕＆バレンタイン合同オフ会（2024年2月11日 渋谷区：カラオケパセラ渋谷店）[18] 主賓：湊みそら 共演：水沢まい、堀江りほ、竹川由華